# Gargoyle’s Quest
Gargoyle’s Quest ist der erste Teil einer Computerspiel-Serie des japanischen Entwicklers Capcom. Das Unternehmen veröffentlichte das Action-Adventure erstmals im Mai 1990 für den Nintendo Game Boy. Die Serie ist ein Ableger von Capcoms Ghosts-’n-Goblins-Reihe. Als Protagonist dient der Gargoyle Firebrand, ein Endgegner aus der Originalserie.

## Spielbeschreibung
Der Spielablauf ähnelt dem NES-Spiel Zelda II: The Adventure of Link. Das Action-Adventure besitzt eine Reihe von Rollenspielelementen. Die Darstellung erfolgt einerseits in der sogenannten Oberwelt aus der Vogelperspektive sowie während der Actionsequenzen in einer Ansicht von der Seite.
In dem Action-Teil steuert der Spieler den Protagonisten durch seitwärts-scrollende Level oder sogenannte Zufallskämpfe. In den Sequenzen hat die Spielfigur die Möglichkeit zu schweben, beziehungsweise fliegen, einen Schussangriff auszuführen sowie sich an Wänden festzuhaken. Der Spieler trifft dabei auf eine Reihe von Gegnern und muss Fallen ausweichen.
In der Oberwelt wird durch Gespräche mit NSCs die Hintergrundgeschichte fortgeführt. In dieser an eine Landkarte erinnernden Spielumgebung bewegt sich der Charakter Firebrand zu den verschiedenen Levels und wird in zufälligen Zeitabständen in kleinere Kämpfe verwickelt (Zufallskampf). In diesen erhält die Spielfigur Geld, das gegen Informationen oder Extraleben eingetauscht werden kann. Zudem findet auf der Oberwelt die Charakterentwicklung des Gargoyles statt. Im Spielverlauf erhält dieser beispielsweise neue Waffen oder die Fertigkeit zu fliegen wird erweitert. Zudem integrierte der Hersteller einige Puzzles in den Verlauf, die jedoch als „recht einfach zu durchschauen“ und als „nicht gerade die komplexesten oder fantasievollsten“ beschrieben werden. Die Actionsequenzen hingegen zeigten einen „extrem hohen Schwierigkeitsgrad“.

### Hintergrundgeschichte
Die Hintergrundgeschichte beschreibt die fiktive Welt Ghoul Realm und eine Invasion durch den Antagonisten King Breager. Dieser versuche zum zweiten Mal jene Welt zu erobern; laut der Geschichte wurde die erste Invasion durch den als Retter des Ghoul Realm bezeichneten Gargoyle Red Blaze abgewehrt. Das Spielintro beschreibt, dass sich der Hauptcharakter Firebrand zum Anfang des zweiten Angriffs auf einer Mission in einer anderen Dimension befindet und zur Verteidigung seiner Heimatwelt zurückbeordert wird. Im Spielverlauf stellt sich heraus, dass Firebrand und Red Blaze identisch sind. Der letzte Endgegner im Spiel ist King Breager. Nachdem der Spieler jenen besiegt und so den gefangenen König des Ghoul Realm befreit, beschreibt der Abspann, dass Firebrand zu einer Legende im Ghoul Realm geworden ist. Als Belohnung erhält der Protagonist das Recht, die Erde zu erobern. Die Ghosts-’n-Goblins-Spiele bilden die Erde als Spielumgebung ab.

## Kritik
Das Magazin Power Play beschreibt Gargoyle’s Quest als „fantastisches Action-Adventure […], das vor allem in den Actionsequenzen überzeugt.“ Der Spielspaß reiche „fast an die Zelda-Reihe“ heran. Die Video Games sah Gargoyle’s Quest als „deutlich umfangreicher und komplexer als die meisten Mammutmodule für das NES.“ Die „vergleichsweise originellen Fähigkeiten [der Spielfigur] lassen viel Platz für kreative Kämpfe“.

## Nachfolger
1992 veröffentlichte Capcom Gargoyle’s Quest II für das NES. Eine Game-Boy-Portierung der NES-Version erschien lediglich in Japan. Der dritte Teil Demon’s Crest erschien 1994 für das SNES.